# Ana María Guzmán
Pour les articles homonymes, voir Guzmán.
Ana María Guzmán, née le 11 juin 2005 à Mistrató, est une footballeuse internationale colombienne. Elle joue actuellement au poste de défenseure au SE Palmeiras en prêt du Bayern Munich.

## Biographie
Ana María Guzmán commence le football au Club Sueños Dorados de Mistrató aveant de quitter son village à onze ans pour rejoindre le Club Atlético Dosquebradas à Pereira. Elle est sélectionnée pour la première fois en équipe de Colombie senior en 2021. En 2022, elle rejoint le club rival du Deportivo Pereira. En 2022, avec les moins de 17 ans colombiennes, elle atteint la finale de la coupe du monde, et avec les moins de 20 ans les quarts de finale.
En 2023, elle participe à une troisième coupe du monde, cette fois-ci avec l'équipe senior. Lors du tournoi, elle dispute un premier match en huitièmes de finale face à la Jamaïque, où elle prend la place de Manuela Vanegas, suspendue. Sa passe décisive pour Catalina Usme permet aux Colombiennes d'inscrire le seul but du match et de se qualifier pour un quart de finale historique. Face à l'Angleterre, elle entre en jeu après seulement 10 minutes de jeu pour remplacer Carolina Arias, blessée. Les Anglaises l'emportent 2-1.
En 2023, elle est recrutée par le Bayern Munich,. Elle se blesse au genou et revient de sa blessure en 2024. En 2025, elle est prêtée en NWSL chez les Royals de l'Utah.